# 卧底 (电视剧)
《卧底》，2015年中國大陸抗戰劇，由王海洲、張子洋、凌雲編劇，蒲騰晉、李志強執導，傅程鵬、周勵淇、李澤鋒、胡亞捷、劉叢丹等領銜主演，由北京華誼兄弟娛樂投資有限公司製作發行。本劇於2014年11月15日開機，在橫店及上海車墩拍攝，2015年2月12日殺青。
该剧起初在中国大陆地方频道播出，2015年9月1日在东方卫视晚间黄金档在全国范围内播出。此剧为纪念中国人民抗日战争暨世界反法西斯战争胜利70周年献礼剧。

## 劇情
在抗日戰爭最艱難的時期，中共地下情工人員秦川（傅程鵬飾）在組織的秘密策劃下，成功打入日本駐上海特務機構。此前秦川曾長期潛伏於國民黨復興社並成功獲取情報，鏟除了隱藏在中共組織內部的國民黨特務。為了獲取日軍機要情報，秦川憑著智慧和過人的膽識保衛組織。同為中共情工人員的夏嵐（周勵淇飾演）作為秦川的愛人，用自己護士的身份掩護秦川，化作一腔報國熱血。而愛國探長沈若寒（李澤鋒飾）和軍統女特務葉琳琳（劉叢丹飾）捲入其中，為了民族大義紛紛獻出生命。最後，秦川和夏嵐成功完成了中共的任務，夏嵐卻為了革命事業英勇犧牲。

## 演員
| 演員   | 角色     | 簡介                                                 |
| ------ | -------- | ---------------------------------------------------- |
| 傅程鵬 | 秦川     | 中共地下工作者，先潛伏於國民黨軍統。                 |
| 周勵淇 | 夏嵐     | 秦川的妻子，後來為了革命事業英勇犧牲。               |
| 李澤鋒 | 沈若寒   | 上海公共租界探長                                     |
| 劉叢丹 | 葉琳琳   | 軍統密碼專家，後來為救秦川而英勇犧牲                 |
| 胡亞捷 | 星野千里 | 秦川在日本留學時的老師，日本特務機關梅機關的機關長。 |
| 李欣凌 | 星野美和 | 日本女間諜，星野千里的妹妹                           |
| 李洪濤 | 曹三白   | 上海軍統小組組長                                     |
| 王全有 | 歐陽澈   | 中共上海地下組織領導                                 |
| 蔣一銘 | 淺倉真吾 | 日本大佐，中日混血兒（父親是日本人，母親是中國人）   |
| 鄭楚一 | 須賀     | 梅機關機關長星野千里的手下                           |
| 王文思 | 江口     | 梅機關機關長的秘書                                   |

## 花絮
本剧的剧本创作耗时一年半时间，以强情节、重情感，紧张紧凑，感人肺腑为特色。此外，剧中还采用航拍镜头，全景展示抗战现场。